# Observatorio contra la LGTBI-fobia
El Observatorio contra la LGBTIfobia, anteriormente conocido como el Observatorio contra la Homofobia (OCH), es una asociación enmarcada dentro del activismo LGTBI catalán que tiene la función de ser la herramienta del colectivo LGTBI para luchar contra la homofobia (LGTBIfobia) y denunciar las agresiones de este tipo en todas sus formas, así como para dar soporte a las víctimas.
Surgida inicialmente de una iniciativa del FAGC, con el tiempo ha acabado siendo un proyecto con vida propia e independiente. Su constitución legal como OCH fue en 2008, siendo Eugeni Rodríguez Giménez su presidente desde entonces y hasta la actualidad. Su sede se encuentra en el Centro LGTBI de Barcelona y su actuación se centra principalmente en Cataluña, aunque no de manera exclusiva.
El Observatorio trabaja en el diseño y la implementación de un sistema de observación permanente delante de la discriminación y la homofobia en los diferentes escenarios donde se pueda producir. En su página web se puede encontrar un formulario para realizar una denuncia en línea, un protocolo a seguir en caso de sufrir una agresión, un protocolo para realizar dicha denuncia e información sobre los derechos del colectivo LGTBI recogidos en la ley 11/2014 contra la homofobia, aprobada el 10 de octubre de 2014 en el Parlamento de Cataluña.
Actualmente recogen numerosas denuncias a lo largo del año, sin embargo, este organismo no tiene aún la potestad de tramitarlas directamente, que es uno de sus objetivos. Aun así, como entidad pueden presentarse como acusación popular para denunciar casos generales que no incumban a particulares.
Con las denuncias que recogen realizan informes continuados al respecto que hacen llegar a las instituciones y a la sociedad en su tarea de visibilización y concienciación de todos los tipos de violencia existentes contra el colectivo LGTBI.
El Observatorio contra la Homofobia ha tenido un papel muy importante en la aprobación de la Ley 11/2004 contra la homofobia en el Parlamento de Cataluña, siendo uno de los principales agentes impulsores.

## Antecedentes
El 6 de octubre de 1991 asesinan a la transexual Sonia. Este caso fue el detonante para que la FAGC, junto con la coordinadora y el Ayuntamiento de Barcelona y la abogada Maria José Varela, realizarán la primera acusación popular de España de un caso de LGTBI fobia (de hecho, este fue el primer caso de asesinato motivado únicamente por la condición de transexual de la víctima que se tiene constancia en España). Esta campaña se llevó a cabo durante 3 años hasta que en el 1994 se realizó el juicio.
Hasta la fecha, el FAGC disponía de un servicio de permanencias desde el que recibía llamadas telefónicas para denunciar los casos de homofobia. Fue a raíz de este asesinato y la gran repercusión social que tuvo, que el FAGC se vio con la necesidad de ampliar el servicio de permanencias y crear la oficina antidiscriminatoria. Esta nueva oficina tenía la intención de ampliar su marco de acción y ya no sólo se recibían llamadas para realizar denuncias, sino que también se asesoraba presencialmente a las víctimas para hacer los trámites judiciales, disponiendo así de un grupo de abogados.
En el año 2000, desde el FAGC se empezó a gestar la idea de la creación de un Observatorio contra la Homofobia, ya que cada vez se veía más la necesidad de que, además del apoyo y asesoramiento a las víctimas, la oficina antidiscriminatoria pudiera hacer también estudios empíricos sobre la situación de la homofobia en el territorio y así poder analizarla y hacer propuestas a las instituciones para lograr erradicar la homofobia. A la vez, se pretendía que el observatorio pudiera constituir una potente herramienta de visualización y de denuncia social.
En 2001, la antigua oficina antidiscriminatoria se presentó por primera vez como Observatori Contra l’Homofòbia en un acto institucional, que se dio dentro del marco del encuentro que tuvieron con el Conseller en cap de la Generalidad de Cataluña.
En el 2004, la oficina antidiscriminatoria se consolida como Observatorio contra la Homofobia, y aunque sigue siendo un proyecto del FAGC, se pone a funcionar como un dispositivo a parte, creando su propio logo.
En 2008, se independiza completamente del FAGC y pasa a ser legalmente una entidad propia.

## Actividad, funciones e objetivos
Actualmente el Observatorio Contra la Homofobia tiene diversas funciones, se estrcuturan en los siguientes servicios:
- Oficina de Denuncias - Atención de Incidencias: El servicio ofrece atención y acompañamiento a personas víctimas de LGBTIfobia. Se trata de ofrecer un asesoramiento, soporte y acompañamiento jurídico y legal, incorporando una mirada de derechos humanos y los principios de la diversidad y no-discriminación basados en el respeto por la dignidad y la intimidad de las personas afectadas. El OCH realiza una tarea de recopilación y análisis de incidencias LGBTIfóbicas en el territorio catalán, que es plasmado en el Informe de la LGBTIfobia en Cataluña (y el año correspondiente). En función de los casos, y siempre que la víctima desee denunciar, el OCH presenta la correspondiente reclamación o denuncia ante las autoridades competentes.

- Atención a la víctima: El servicio ofrece atención y acompañamiento a personas víctimas de LGBTIfobia. Se trata de ofrecer un soporte y acompañamiento psicológico y emocional, incorporando una mirada de derechos humanos y los principios de la diversidad y la no discriminación basados en el respeto por la dignidad y la intimidad de las personas afectadas.

- Formación e Investigación: Consideramos que una de las formas de lucha para erradicar las diferentes formas de discriminación es pone énfasis en la información y conocimiento sobre la realidad LGBTI. Esta premisa conjuntamente con una ascendente demanda de diferentes agentes institucionales y sociales hace establecer esta área. El servicio está destinado a cualquier entidad pública y/o privada que se interesa por temáticas LGBTI. Podemos destacar cuatro bloques: (1) marco legal vigente; (2) diversidad afectiva-sexual y de género; (3) delitos de odio y estrategias de intervención y (4) bullying LGBTIfóbico.

- Comunicación y Prensa: Dada la extensión proporcionada y el alcance de los servicios y el trabajo que realiza el OCH, se creó una nueva área en la estructura de la entidad con el objetivo de trasladar a los medios audiovisuales y a la opinión pública el trabajo realizado por el OCH y su día a día.

Otra de sus principales funciones es realizar continuos informes que recogen detalladamente todas las agresiones homófobas que se dan en Cataluña, además de hacer un análisis de la situación de la homofobia. Con la difusión de estos informes tanto a las instituciones como a la sociedad pretenden dar visibilidad a la gran cantidad de violencias LGTBIfóbicas existentes en nuestra sociedad, condenarlas rotundamente y exigir responsabilidades y actuaciones (tanto políticas como sociales). Estos informes a menudo tienen una gran repercusión mediática y reconocimiento social, publicándose en la mayoría de los periódicos y siendo solicitados anualmente por el Parlamento de Cataluña.
Por otra parte, no sólo buscan la implementación de la Ley contra la Homofobia en el territorio catalán, sino que a la vez buscan que en todo el territorio español haya leyes que faciliten y garanticen los derechos LGTBI. Actualmente quieren expandir su presencia física en otras ciudades importantes como Girona, Lleida o Tarragona, en las cuales aún no tienen sede. Actualmente acuden una vez al mes a estas ciudades para recoger denuncias de manera presencial y dar soporte a las víctimas.
Desde 2010, el Observatori Contra l’Homofobia comparece anualmente en la Comisión de Igualdad del Parlamento de Cataluña para entregar los informes anuales sobre el estado de la homofobia. Además, esta entidad se reúne cada tres meses con la Comisión de la Fiscalía por Delitos o Discriminación, en la cual se estudian y coordinan los diferentes casos de homofobia. También trabajan con el Síndic de Greuges y se coordinan con el fiscal, los Mozos de Escuadra, la Generalidad, el Ayuntamiento de Barcelona y entidades LGTBI.

## Papel del OCH en el impulso y la aprobación de la ley 11/2014 en el Parlamento de Cataluña
El Observatorio Contra la Homofobia jugó un papel muy importante en la implantación de la ley contra la LGTBIfobia, siendo junto con Gais Positius, el Casal Lambda, FAGC y Familíes LG,  uno de los principales agentes impulsores de dicha ley.
En 2012, el colectivo LGTBI decidió unirse de manera inquebrantable para reivindicar y pedir a los parlamentarios del Parlamento de Cataluña su compromiso para aprobar e implantar, en la nueva legislatura que se iniciaba, un proyecto de ley contra la homofobia que surgió del Parlament en 2007 a partir de los mecanismos de participación dotados por el Govern del tripartit, pero que finalmente no pudo llegar al proceso parlamentario a causa de la convocatoria de elecciones para el 2010, quedando en el olvido durante los dos primeros años del gobierno de CiU.
En ese momento, el colectivo LGTBI recibió el apoyo de los partidos políticos ERC, PSC, ICV, C's y CUP, que tuvieron la capacidad suficiente para inscribir la ley. Además, CiU aceptó la petición con condiciones. El Partido Popular fue el único partido con representación en el Parlament que rechazó el compromiso.
A partir del momento en que la gran mayoría de partidos del Parlament aceptó el compromiso de recuperar el proyecto de ley de 2007 surgida del tripartit, empezaron las duras negociaciones entre las diferentes fuerzas políticas y el colectivo LGTBI. Durante este largo período de negociación, el papel del OCH tubo un papel imprescindible, ya que mediante sus memorias continuadas sobre el estado de la homofobia en Cataluña , fueron la herramienta del colectivo que permitió visualizar con datos contrastados las violencias existentes en Catalunya en contra del colectivo LGTBI.
Diferentes asociaciones comparecieron en el Parlament un total de 42 veces, y en 40 se demostró la necesidad de tener una herramienta legal para poder combatir la LGTBIfobia.
Finalmente, la ley se acabaría aprobando el 2 de octubre de 2014, y entró en vigor el 18 de octubre de 2014.